# 計量法に基づく計量単位一覧
計量法に基づく計量単位一覧（けいりょうほうにもとづく けいりょうたんい いちらん）は、日本の計量法体系で定める物象の状態の量と法定計量単位の一覧である。

## 物象の状態の量
計量法では、物理量、工業量、感覚量を合わせて「物象の状態の量」（計量法第2条第1項第1号および第2号）と呼ぶ。
計量法は89の物象の状態の量を規定し、このうち確立された単位を伴う72量を「典型72量」とし、法定計量単位を定める。89の物象の状態の量の一覧は、法定計量単位#物象の状態の量を参照。
典型72量については、取引・証明に非法定計量単位の使用を禁じている。残りの17量については計量法による法定計量単位の定めはない。17量のうち14量については、その計量単位が省令単位として計量単位規則により定められているが、取引・証明における使用は強制されない。

## 法定計量単位
法定計量単位とは、計量法の規定により、取引・証明に用いることができるとして定められた計量単位である。法定計量単位以外の計量単位は「非法定計量単位」であり、取引・証明に使用することは禁止されており（計量法第8条第1項）、使用した場合は罰則がある。
「非法定計量単位」には古今東西の幾多の計量単位が含まれていて、これを定めて禁止することは不可能であるので、法定計量単位の方を限定列挙することとしている。
法定計量単位の数（SI接頭語が付いた単位を除く。）は全部で219個である。そのすべてについて、単位記号が定められている（単位記号を参照）。

## 計量単位の分類
現行の計量法は、取引・証明に用いる計量単位は国際単位系(SI)に準拠することとしているので、法定計量単位を次のように物象の状態の量ごとに分類し、別々に規定している。これらの法定計量単位に十の整数乗（SI接頭語）を乗じたものを表す計量単位（計量法第5条第1項）もまた法定計量単位である（ただし、SI接頭語を付することができない単位がある）。
1. 国際単位系(SI)に係る単位（65量132単位）：これらは最も重要な単位であり、SI単位を中心として（若干の非SI単位を含む。）定められている。
2. SI単位のない量についての非SI単位（7量9単位）：これらはSIには規定がない物理量に係るものであるが、比較的重要で、法定単位として規定する必要があるものである。
3. SI単位のある量についての非SI単位（5量18単位）：この5量は、すべて上記の65量に含まれている。非SI単位であるが、使用を禁止することは経済活動・国民生活に混乱を与えるおそれがあるため、非SI単位であっても法定計量単位として定められている。
4. 特殊の計量に用いる計量単位（9量13分野26単位）
5. ヤードポンド法の単位（14量33単位）
6. 仏馬力（1量1単位）
7. 確立された単位のないもの（17量）：計量法で挙げられた量のうち、確立された単位を伴わない量が17ある。これらについては計量法上の計量単位の定めはない。取引・証明における単位の選択は制限されない。計量単位令にて「計量法の『政令で定める物象の状態の量』」としてこの17量が定めらる。17のうちの14量について計量単位規則により「経済産業省令で定める計量単位」とされ、法定計量単位と併せて基準器に使う単位として定められている[3]。

上記のうち法定計量単位の総数（SI接頭語が付いた単位を含まない。）は、132 + 9 + 18 + 26 + 33 + 1 = 219個である

### 法定計量単位ではないSI単位
カタール(katal)（記号：kat）は酵素活性の単位であり、1999年に固有の名称を持つSI組立単位として採用されたが、計量法では、法定計量単位とはなっていない。カタールを用いた酵素活性濃度（カタール毎立方メートル、kat m-3）も同じである。ただ、酵素活性はそもそも72の物象の状態の量には含まれないので、カタールやカタール毎立方メートルを取引・証明に用いても計量法違反にはならない。

## SIに係る単位（65量132単位）
計量法第三条関係（国際単位系に係る計量単位）計量法別表第一。定義は計量単位令別表第二（同令第二条）。
72量の物象の状態の量のうち、65量についての一覧表である。
この別表第一は、「SIに係る単位」となっているが、実際にはSI単位に限られているわけではなく、以下の非SI単位が混じっている。
- SI単位と併用できる非SI単位：トン、分、時、度 (角度)、秒 (角度)、分 (角度)、リットルおよびこれらを含む組立単位（メートル毎時、グラム毎リットル、ワット時、モル毎リットル、グレイ毎分など）
- 純然たる非SI単位：バール、キュリー、ラド、レントゲン、レムおよびこれらを含む組立単位（ラド毎秒、レントゲン毎時、レム毎分など）

表の左側の番号は、計量法2条1項1号に規定されている「物象の状態の量」の列挙順番を示す。
| 番号 | 物象の状態の量       | 計量単位（SI単位）                                               | 計量単位（非SI単位）                                                                           |  |
| ---- | -------------------- | ---------------------------------------------------------------- | ---------------------------------------------------------------------------------------------- |  |
| 1    | 長さ                 | メートル                                                         |                                                                                                |  |
| 2    | 質量                 | キログラム グラム                                                | トン                                                                                           |  |
| 3    | 時間                 | 秒                                                               | 分 時                                                                                          |  |
| 4    | 電流                 | アンペア                                                         |                                                                                                |  |
| 5    | 温度                 | ケルビン セルシウス度又は度                                      |                                                                                                |  |
| 6    | 物質量               | モル                                                             |                                                                                                |  |
| 7    | 光度                 | カンデラ                                                         |                                                                                                |  |
| 8    | 角度                 | ラジアン                                                         | 度 秒 分                                                                                       |  |
| 9    | 立体角               | ステラジアン                                                     |                                                                                                |  |
| 10   | 面積                 | 平方メートル                                                     |                                                                                                |  |
| 11   | 体積                 | 立方メートル                                                     | リットル                                                                                       |  |
| 12   | 角速度               | ラジアン毎秒                                                     |                                                                                                |  |
| 13   | 角加速度             | ラジアン毎秒毎秒                                                 |                                                                                                |  |
| 14   | 速さ                 | メートル毎秒                                                     | メートル毎時                                                                                   |  |
| 15   | 加速度               | メートル毎秒毎秒                                                 |                                                                                                |  |
| 16   | 周波数               | ヘルツ                                                           |                                                                                                |  |
| 17   | 回転速度             | 毎秒                                                             | 毎分 毎時                                                                                      |  |
| 18   | 波数                 | 毎メートル                                                       |                                                                                                |  |
| 19   | 密度                 | キログラム毎立方メートル グラム毎立方メートル                    | グラム毎リットル                                                                               |  |
| 20   | 力                   | ニュートン                                                       |                                                                                                |  |
| 21   | 力のモーメント       | ニュートンメートル                                               |                                                                                                |  |
| 22   | 圧力                 | パスカル又はニュートン毎平方メートル                             | バール                                                                                         |  |
| 23   | 応力                 | パスカル又はニュートン毎平方メートル                             |                                                                                                |  |
| 24   | 粘度                 | パスカル秒又はニュートン秒毎平方メートル                         |                                                                                                |  |
| 25   | 動粘度               | 平方メートル毎秒                                                 |                                                                                                |  |
| 26   | 仕事                 | ジュール又はワット秒                                             | ワット時                                                                                       |  |
| 27   | 工率                 | ワット                                                           |                                                                                                |  |
| 28   | 質量流量             | キログラム毎秒 グラム毎秒                                        | キログラム毎分 キログラム毎時 グラム毎分 グラム毎時 トン毎秒 トン毎分 トン毎時                 |  |
| 29   | 流量                 | 立方メートル毎秒                                                 | 立方メートル毎分 立方メートル毎時 リットル毎秒 リットル毎分 リットル毎時                       |  |
| 30   | 熱量                 | ジュール又はワット秒                                             | ワット時                                                                                       |  |
| 31   | 熱伝導率             | ワット毎メートル毎ケルビン又はワット毎メートル毎度               |                                                                                                |  |
| 32   | 比熱容量             | ジュール毎キログラム毎ケルビン又はジュール毎キログラム毎度       |                                                                                                |  |
| 33   | エントロピー         | ジュール毎ケルビン                                               |                                                                                                |  |
| 34   | 電気量               | クーロン                                                         |                                                                                                |  |
| 35   | 電界の強さ           | ボルト毎メートル                                                 |                                                                                                |  |
| 36   | 電圧                 | ボルト                                                           |                                                                                                |  |
| 37   | 起電力               | ボルト                                                           |                                                                                                |  |
| 38   | 静電容量             | ファラド                                                         |                                                                                                |  |
| 39   | 磁界の強さ           | アンペア毎メートル                                               |                                                                                                |  |
| 40   | 起磁力               | アンペア                                                         |                                                                                                |  |
| 41   | 磁束密度             | テスラ又はウェーバ毎平方メートル                                 |                                                                                                |  |
| 42   | 磁束                 | ウェーバ                                                         |                                                                                                |  |
| 43   | インダクタンス       | ヘンリー                                                         |                                                                                                |  |
| 44   | 電気抵抗             | オーム                                                           |                                                                                                |  |
| 45   | 電気のコンダクタンス | ジーメンス                                                       |                                                                                                |  |
| 46   | インピーダンス       | オーム                                                           |                                                                                                |  |
| 47   | 電力                 | ワット                                                           |                                                                                                |  |
| 50   | 電力量               | ジュール又はワット秒                                             | ワット時                                                                                       |  |
| 54   | 電磁波の電力密度     | ワット毎平方メートル                                             |                                                                                                |  |
| 55   | 放射強度             | ワット毎ステラジアン                                             |                                                                                                |  |
| 56   | 光束                 | ルーメン                                                         |                                                                                                |  |
| 57   | 輝度                 | カンデラ毎平方メートル                                           |                                                                                                |  |
| 58   | 照度                 | ルクス                                                           |                                                                                                |  |
| 59   | 音響パワー           | ワット                                                           |                                                                                                |  |
| 62   | 濃度                 | モル毎立方メートル キログラム毎立方メートル グラム毎立方メートル | モル毎リットル グラム毎リットル                                                                |  |
| 63   | 中性子放出率         | 毎秒                                                             | 毎分                                                                                           |  |
| 64   | 放射能               | ベクレル                                                         | キュリー                                                                                       |  |
| 65   | 吸収線量             | グレイ                                                           | ラド                                                                                           |  |
| 66   | 吸収線量率           | グレイ毎秒                                                       | グレイ毎分 グレイ毎時 ラド毎秒 ラド毎分 ラド毎時                                               |  |
| 67   | カーマ               | グレイ                                                           |                                                                                                |  |
| 68   | カーマ率             | グレイ毎秒                                                       | グレイ毎分 グレイ毎時                                                                          |  |
| 69   | 照射線量             | クーロン毎キログラム                                             | レントゲン                                                                                     |  |
| 70   | 照射線量率           | クーロン毎キログラム毎秒                                         | クーロン毎キログラム毎分 クーロン毎キログラム毎時 レントゲン毎秒 レントゲン毎分 レントゲン毎時 |  |
| 71   | 線量当量             | シーベルト                                                       | レム                                                                                           |  |
| 72   | 線量当量率           | シーベルト毎秒                                                   | シーベルト毎分 シーベルト毎時 レム毎秒 レム毎分 レム毎時                                       |  |

## SI単位のない量についての非SI単位（7量9単位）
計量法第四条第一項関係（その他の計量単位）計量法別表第二。定義は計量単位令別表第二（同令第三条第一項）。
物象の状態の量の72量から上記の項の65量を除いた残りの7量についてはSI単位がないので、この7量について非SI単位を定めている。なおこれらのうち、デシベルは非SI単位であるがSI併用単位となっている。
表の左側の番号は、計量法2条1項1号に規定されている「物象の状態の量」の列挙順番を示す。
| 番号 | 物象の状態の量   | 計量単位（非SI単位）              |
| ---- | ---------------- | --------------------------------- |
| 48   | 無効電力         | バール                            |
| 49   | 皮相電力         | ボルトアンペア                    |
| 51   | 無効電力量       | バール秒 バール時                 |
| 52   | 皮相電力量       | ボルトアンペア秒 ボルトアンペア時 |
| 53   | 電磁波の減衰量   | デシベル                          |
| 60   | 音圧レベル       | デシベル                          |
| 61   | 振動加速度レベル | デシベル                          |

## SI単位のある量についての非SI単位（5量18単位）
計量法第四条第二項関係（その他の計量単位）計量法別表第三。定義は計量単位令別表第三（同令第三条第二項）。
これらの5つの物象の状態の量は、SIに係る単位（65量）と重複しているが、実用上必要な単位として規定されている。すべて非SI単位である。
表の左側の番号は、計量法2条1項1号に規定されている「物象の状態の量」の列挙順番を示す。
| 番号 | 物象の状態の量 | 計量単位（非SI単位） |
| ---- | -------------- | --- |
| 17   | 回転速度       | 回毎分 回毎時 |
| 22   | 圧力           | 気圧 |
| 24   | 粘度           | ポアズ |
| 25   | 動粘度         | ストークス |
| 62   | 濃度           | 質量百分率 質量千分率 質量百万分率 質量十億分率 質量一兆分率 質量千兆分率 体積百分率 体積千分率 体積百万分率 体積十億分率 体積一兆分率 体積千兆分率 ピーエッチ |

## その他の法定計量単位
各表の左側の番号は、計量法2条1項1号に規定されている「物象の状態の量」の列挙順番を示す。

### 特殊の計量に用いる計量単位（9量13分野26単位）
計量法第五条第二項（特殊の計量に用いる計量単位）に基づく。定義は計量単位令別表第六。
これらの単位は、その用途が限定されており、その用途以外に用いることは禁じられている。
これらの単位のうち、次のものは計量法附則第三条第二項、第三項および計量法附則別表第二、計量法附則別表第三により、1997年10月1日からまたは1999年10月1日からは法定計量単位ではなくなったが（#廃止された法定計量単位）、「特殊の計量に用いる計量単位」として認められたものである。
- 生体内の圧力の計量：水銀柱メートル、水銀柱センチメートル、水銀柱ミリメートル、水柱メートル、水柱センチメートル、水柱ミリメートル（いわゆる液柱6単位）
- 生体内の圧力の計量：トル、ミリトル、マイクロトル
- 血圧の計量：水銀柱ミリメートル
- 人若しくは動物が接取する物の熱量又は人若しくは動物が代謝により消費する熱量の計量：カロリー、キロカロリー、メガカロリー、ギガカロリー

| 番号 | 特殊の計量                                                                       | 計量単位（非SI単位） |
| ---- | -------------------------------------------------------------------------------- | --- |
| 1    | 海面又は空中における長さの計量                                                   | 海里 |
| 1    | 電磁波の波長、膜厚又は物体の表面の粗さ若しくは結晶格子に係る長さの計量           | オングストローム |
| 2    | 宝石の質量の計量                                                                 | カラット |
| 2    | 真珠の質量の計量                                                                 | もんめ |
| 2    | 金貨の質量の計量                                                                 | トロイオンス |
| 8    | 航海又は航空に係る角度の計量                                                     | 点 |
| 10   | 土地の面積の計量                                                                 | アール ヘクタール |
| 11   | 船舶の体積の計量                                                                 | トン |
| 14   | 航海又は航空に係る速さの計量                                                     | ノット |
| 15   | 重力加速度又は地震に係る振動加速度の計量                                         | ガル ミリガル |
| 22   | 生体内の圧力の計量                                                               | 水銀柱メートル 水銀柱センチメートル 水銀柱ミリメートル 水柱メートル 水柱センチメートル 水柱ミリメートル トル ミリトル マイクロトル |
| 22   | 血圧の計量                                                                       | 水銀柱ミリメートル |
| 30   | 人若しくは動物が接取する物の熱量又は人若しくは動物が代謝により消費する熱量の計量 | カロリー キロカロリー メガカロリー ギガカロリー                                                                                    |

（注）ただし、上記の単位を用いた組立単位は法定計量単位としては認められない。例えば、熱伝導率のカロリー毎秒毎メートル毎度、カロリー毎時毎メートル毎度、比熱容量のカロリー毎キログラム毎度は法定計量単位としては1999年10月1日以降は認められていない（#計量法附則別表第三）。

### ヤードポンド法の単位（14量33単位）
計量法附則第五条第一項（ヤードポンド法による計量単位）に基づく。定義は計量単位令別表第七。
これらの単位は、輸出入に係る取引・証明、輸出される計量器、航空機の運航、ヤードポンド単位表記と法定計量単位表記とが併記されている輸入された商品にのみ、当分の間、用いることができる。
| 番号 | 物象の状態の量 | 計量単位（非SI単位）                                                              |
| ---- | -------------- | --------------------------------------------------------------------------------- |
| 1    | 長さ           | ヤード インチ フート又はフィート チェーン マイル                                  |
| 2    | 質量           | ポンド グレーン オンス 米トン 英トン                                              |
| 5    | 温度           | カ氏度                                                                            |
| 10   | 面積           | 平方ヤード 平方インチ 平方フート又は平方フィート 平方マイル                       |
| 11   | 体積           | 立方ヤード 立方インチ 立方フート又は立方フィート 米液用オンス 英液用オンス ガロン |
| 14   | 速さ           | ヤード毎秒                                                                        |
| 15   | 加速度         | ヤード毎秒毎秒                                                                    |
| 19   | 密度           | ポンド毎立方フート又はポンド毎立方フィート                                        |
| 20   | 力             | 重量ポンド                                                                        |
| 21   | 力のモーメント | フート重量ポンド又はフィート重量ポンド                                            |
| 22   | 圧力           | 重量ポンド毎平方インチ 水銀柱インチ 水柱インチ 水柱フート又は水柱フィート         |
| 23   | 応力           | 重量ポンド毎平方インチ                                                            |
| 26   | 仕事           | フート重量ポンド又はフィート重量ポンド                                            |
| 30   | 熱量           | 英熱量                                                                            |

### 仏馬力（1量1単位）
計量法　附則第六条に基づく。
仏馬力は、内燃機関に関する取引又は証明、外燃機関に関する取引又は証明に用いる場合にあっては、当分の間、工率の法定計量単位とみなす。
定義は計量単位令第十一条第二項において、仏馬力 = 735.5 W（ワット）となっている。
| 番号 | 物象の状態の量 | 計量単位（非SI単位） |
| ---- | -------------- | -------------------- |
| 27   | 工率           | 仏馬力               |

## 確立された単位を伴わない量の単位（14量34単位）
確立された単位を伴わない量として、計量単位令第1条は全部で17量（繊度、比重、引張強さ、圧縮強さ、硬さ、衝撃値、粒度、耐火度、力率、屈折度、湿度、粒子フルエンス、粒子フルエンス率、エネルギーフルエンス、エネルギーフルエンス率、放射能面密度、放射能濃度）を定めている。これらについて法定計量単位の定めはない。
17量のうち、硬さ、衝撃値、耐火度の3量については、計量法関係法令はなんら規定（計量単位、定義、記号）はない。
残りの14量にかかる計量単位は、計量単位規則別表第一によって定義され、「省令単位」と呼ばれる。計量法第二条第一項第二号の「政令（計量単位令第一条）で定める物象の状態の量」に係る計量単位であり、計量法第六条に則り計量単位規則　別表第一に列挙される。
省令単位は法定計量単位と併せて基準器に使われる単位とされ、それ以外の計量単位による基準器上の表記は禁じられている。
次表の左側の番号は、計量単位令第1条に規定されている「物象の状態の量」の列挙順番に72を加えた数字（すなわち、計量法2条1項1号に規定されている「物象の状態の量」の列挙順番からの通し番号）を示す。
| 番号 | 物象の状態の量         | 計量単位                                           | 定義 |
| ---- | ---------------------- | -------------------------------------------------- | --- |
| 73   | 繊度                   | キログラム毎メートル                               | 一メートルにつき一キログラムである繊度 |
| 73   | 繊度                   | デニール                                           | キログラム毎メートルの九百万分の一 |
| 73   | 繊度                   | テクス                                             | キログラム毎メートルの百万分の一 |
| 74   | 比重                   | （計量単位を付さない）                             | 物質の質量とその物質の十万千三百二十五パスカルの圧力の下において同一の体積を有する水の質量に対する比（前段の水の温度は温度を指定したときはその指定の温度、温度を指定しないときは四セルシウス度とする。） |
| 74   | 比重                   | 重ボーメ度                                         | 一から物質の質量のその物質と十万千三百二十五パスカルの圧力、四セルシウス度の温度の下において同一の体積を有する水の質量に対する比の値の逆数を減じた値の百四十四・三倍                                     |
| 74   | 比重                   | 日本酒度                                           | 物質の質量のその物質と十万千三百二十五パスカルの圧力、四セルシウス度の温度の下において同一の体積を有する水の質量に対する比の値の逆数から一を減じた値の千四百四十三倍                                     |
| 75   | 引張強さ               | パスカル又はニュートン毎平方メートル               | 一平方メートルの初期断面につき一ニュートンの引張強さ |
| 76   | 圧縮強さ               | パスカル又はニュートン毎平方メートル               | 一平方メートルの初期断面につき一ニュートンの圧縮強さ |
| 77   | 硬さ                   | 規定なし                                           | 規定なし |
| 78   | 衝撃値                 | 規定なし                                           | 規定なし |
| 79   | 粒度                   | メートル                                           | ある物質が通過することができる最小の方形網目又は円形網目の1辺の長さ又は直径が1メートルであるときの粒度                                                                                                   |
| 80   | 耐火度                 | 規定なし                                           | 規定なし |
| 81   | 力率                   | （計量単位を付さない）                             | 電力の電力の二乗と無効電力の二乗との和の平方根に対する比 |
| 82   | 屈折度                 | 毎メートル又はディオプトリー                       | 焦点距離が一メートルである屈折度 |
| 83   | 湿度                   | 湿度百分率                                         | 空気中の水蒸気の分圧のその空気と同一の温度の飽和水蒸気の圧力に対する比の百倍が一である湿度 |
| 83   | 湿度                   | セルシウス度又は度                                 | 空気中の水蒸気が結露する温度をセルシウス度又は度で表した湿度 |
| 84   | 粒子フルエンス         | 毎平方メートル                                     | 粒子が一平方メートルの大円の断面を有する球形の空間につき一個の割合で入射するときの粒子フルエンス |
| 85   | 粒子フルエンス率       | 毎平方メートル毎秒                                 | 一秒間に一毎平方メートルの粒子フルエンス率 |
| 85   | 粒子フルエンス率       | 毎平方メートル毎分                                 | 一分間に一毎平方メートルの粒子フルエンス率 |
| 86   | エネルギーフルエンス   | ジュール毎平方メートル又はワット秒毎平方メートル   | 一平方メートルの大円の断面を有する球形の空間につき、入射するすべての電離放射線のエネルギーの和が一ジュールの仕事に相当するときのエネルギーフルエンス                                                     |
| 87   | エネルギーフルエンス率 | ジュール毎平方メートル毎秒又はワット毎平方メートル | 一秒間に一ジュール毎平方メートルのエネルギーフルエンス率 |
| 88   | 放射能面密度           | ベクレル毎平方メートル                             | 一平方メートルにつき一ベクレルの放射能面密度 |
| 88   | 放射能面密度           | キュリー毎平方メートル                             | 一平方メートルにつき一キュリーの放射能面密度 |
| 89   | 放射能濃度             | ベクレル毎立方メートル                             | 一立方メートルにつき一ベクレルの放射能濃度 |
| 89   | 放射能濃度             | ベクレル毎キログラム                               | 一キログラムにつき一ベクレルの放射能濃度 |
| 89   | 放射能濃度             | ベクレル毎グラム                                   | 一グラムにつき一ベクレルの放射能濃度 |
| 89   | 放射能濃度             | ベクレル毎リットル                                 | 一リットルにつき一ベクレルの放射能濃度 |
| 89   | 放射能濃度             | キュリー毎立方メートル                             | 一立方メートルにつき一キュリーの放射能濃度 |
| 89   | 放射能濃度             | キュリー毎キログラム                               | 一キログラムにつき一キュリーの放射能濃度 |
| 89   | 放射能濃度             | キュリー毎グラム                                   | 一グラムにつき一キュリーの放射能濃度 |
| 89   | 放射能濃度             | キュリー毎リットル                                 | 一リットルにつき一キュリーの放射能濃度 |

## 廃止された法定計量単位

### 計量法附則別表第一
附則第三条第一項関連。1995年9月30日までは、法定計量単位とみなされていた。
| 番号 | 物象の状態の量 | 計量単位（非SI単位）          |
| ---- | -------------- | ----------------------------- |
| 20   | 力             | ダイン                        |
| 26   | 仕事           | エルグ                        |
| 30   | 熱量           | 重量キログラムメートル エルグ |
| 63   | 中性子放出率   | 中性子毎秒 中性子毎分         |
| 64   | 放射能         | 壊変毎秒 壊変毎分             |

### 計量法附則別表第二
附則第三条第二項関連。1997年9月30日までは、法定計量単位とみなされていた。
ただし、トル（ミリトル、マイクロトルも）については、計量法に基づく計量単位一覧#特殊の計量に用いる計量単位（9量13分野26単位）に加えられた。
| 番号 | 物象の状態の量 | 計量単位（非SI単位）                |
| ---- | -------------- | ----------------------------------- |
| 1    | 長さ           | ミクロン                            |
| 16   | 周波数         | サイクル又はサイクル毎秒            |
| 22   | 圧力           | トル                                |
| 39   | 磁界の強さ     | アンペア回数毎メートル エルステッド |
| 40   | 起磁力         | アンペア回数                        |
| 40   | 磁束密度       | ガンマ ガウス                       |
| 42   | 磁束           | マクスウェル                        |
| 60   | 音圧レベル     | ホン                                |
| 62   | 濃度           | 規定                                |

### 計量法附則別表第三
附則第三条第三項関連。1999年9月30日までは、法定計量単位とみなされていた。
ただし、水銀柱メートル（水銀柱センチメートル、水銀柱ミリメートルも）、水柱メートル（水柱センチメートル、水柱ミリメートルも）、カロリー（キロカロリー、メガカロリー、ギガカロリーも）については、計量法に基づく計量単位一覧#特殊の計量に用いる計量単位（9量13分野26単位）に加えられた。
| 番号 | 物象の状態の量 | 計量単位（非SI単位）                                                              |
| ---- | -------------- | --------------------------------------------------------------------------------- |
| 20   | 力             | 重量キログラム 重量グラム 重量トン                                                |
| 21   | 力のモーメント | 重量キログラムメートル                                                            |
| 22   | 圧力           | 重量キログラム毎平方メートル 重量グラム毎平方メートル 水銀柱メートル 水柱メートル |
| 23   | 応力           | 重量キログラム毎平方メートル 重量グラム毎平方メートル                             |
| 26   | 仕事           | 重量キログラムメートル                                                            |
| 27   | 工率           | 重量キログラムメートル毎秒                                                        |
| 30   | 熱量           | カロリー                                                                          |
| 31   | 熱伝導率       | カロリー毎秒毎メートル毎度 カロリー毎時毎メートル毎度                             |
| 32   | 比熱容量       | カロリー毎キログラム毎度                                                          |